# Пругло, Сергей Васильевич
Сергей Васильевич Пругло (укр. Сергій Васильович Пругло; род. 18 ноября 1983) — украинский и российской легкоатлет. Мастер спорта международного класса. Действующий рекордсмен Крыма в толкании ядра и метании диска.
На легкоатлетических турнирах выступал с 2001 по 2017 год. Участник молодёжного чемпионата Европы 2005 года и Кубка европейской суперлиги 2006 года. В составе сборной Украины становился бронзовым призёром командного зачёта на Кубках Европы по зимнему метанию в 2007 и 2010 годах. Трижды поднимался на пьедестал чемпионата Украины по лёгкой атлетике (1 золото и 2 бронзы).
После присоединения Крыма к Российской Федерации принял решение выступать под российским флагом. В 2017 году завоевал бронзу чемпионата Южного и Северо-Кавказского федеральных округов в Краснодаре.
Являлся директором Кировской ДЮСШ. По состоянию на 2024 год — заведующий структурным подразделением технического направления на Станции юных техников в Евпатории.
Депутат Кировского поселкового совета (2010—2014). Член Партии регионов.
Дочь Валерия также занимается лёгкой атлетикой.

## Достижения
Чемпионат Украины по лёгкой атлетике (3 медали):
- Золото в метании диска: 2006 (лето)
- Бронза в метании диска: 2004 (лето), 2010 (лето)